# 大井智礼
大井 智礼（おおい ちひろ、1994年5月12日 - ）は、日本のモデル・タレント。愛知県名古屋市出身。ネットラジオなどへの出演、スチール撮影などの活動をおこなっている。所属事務所はシンフォニア。

## 経歴
2015年　12月よりメンズユニットONNEBINE（穏便）結成。
2016年　4月ネットラジオ　ソラトニワにて「ONNEBINE BEAT」レギュラー出演。

## 人物
笑顔の素晴らしさを沢山の方に知ってほしい。そして、毎日が楽しいって思える人がもっともっと増えてほしいと思い芸能の世界に入る。
現在は、ネットラジオのソラニワ「ONNEBINE　BEAT」にレギュラー出演中。